# Somatina pythiaria
Somatina pythiaria är en fjärilsart som beskrevs av Achille Guenée 1858. Somatina pythiaria ingår i släktet Somatina och familjen mätare. Inga underarter finns listade i Catalogue of Life.